# Airflow
O airflow é um modo de refrigeração, pode ser traduzido para português como "movimento do ar".
Numa caixa de computador standard (Gabinete), o ar é sugado para dentro da caixa por uma ventoinha frontal e retirado da caixa por uma ventoinha traseira. Estas ventoinhas criam um movimento da entrada de ar fresco e a retirada de ar quente, o airflow.
O airflow pode ser melhorado com a criação de mais entradas e saídas de ar, bem como com a utilização de ventoinhas maiores e mais eficientes. Além disso, com uma melhor arrumação do interior da caixa (ex: cabos) o ar circula mais livremente, conseguindo-se assim uma melhoria do airflow no interior da caixa.
Para um bom airflow temos de ter em conta a regra do ar quente. Ar quente sobe e como tal deve ser retirado por ventoinhas colocadas numa posição elevada (por ex. traseira da caixa ou no topo da caixa).
Para um melhor arrefecimento, as ventoinhas que fazem entrar ar na caixa devem estar em posições baixas (por ex: frontal em baixo ou mesmo na base da caixa) para apanhar o ar mais fresco.